# 파워칩
파워칩(Powerchip 또는 Powerchip Semiconductor Manufacturing Corporation, PSMC)은 특히 메모리 칩 및 기타 집적 회로를 만드는 기업이다. 2020년 기준으로 이 회사는 12인치 3개, 8인치 웨이퍼 랩 2개를 보유한 세계 7위의 반도체 파운드리 업체이다. 이 회사는 파운드리 서비스는 물론 설계, 제조 및 테스트 서비스도 제공한다. 이전 사명은 파워칩 세미컨덕터(Powerchip Semiconductor Corp.)였으며 2010년 6월에 사명을 변경했다. 파워칩 테크놀로지 코퍼레이션(Powerchip Technology Corporation)은 1994년에 설립되었으며 대만 신주시에 본사를 두고 있다.

## 개요
2017년 순이익은 NT$80억 8천만이었다. 회사는 NT$2,780억(미화 90억 4천만 달러)을 투자하여 신주 과학단지에 2개의 새로운 12인치 웨이퍼 공장을 건설할 계획이며, 건설은 2020년에 시작될 예정이다.
2021년 3월 파워칩은 45나노미터 및 50나노미터 기술로 칩을 제조할 먀오리현에 새로운 공장을 착공했다. 공장에는 3,000명의 직원이 추가로 고용될 예정이다.
파워칩은 자동차 산업의 중요한 공급업체이다.

## 같이 보기
- 대만의 기업 목록